# Rossella podagrosa
Rossella podagrosa är en svampdjursart som beskrevs av James Barrie Kirkpatrick 1907. Rossella podagrosa ingår i släktet Rossella och familjen Rossellidae. Inga underarter finns listade i Catalogue of Life.